# Pont-sur-Meuse
Pont-sur-Meuse is een gemeente in het Franse departement Meuse (regio Grand Est) en telt 144 inwoners (2004). De plaats maakt deel uit van het arrondissement Commercy.

## Geografie
De oppervlakte van Pont-sur-Meuse bedraagt 3,7 km², de bevolkingsdichtheid is 38,9 inwoners per km².
De onderstaande kaart toont de ligging van Pont-sur-Meuse met de belangrijkste infrastructuur en aangrenzende gemeenten.

## Demografie
Onderstaande figuur toont het verloop van het inwonertal (bron: INSEE-tellingen).